# Quinquoppia formosana
Quinquoppia formosana är en kvalsterart som först beskrevs av Ohkubo 1995.  Quinquoppia formosana ingår i släktet Quinquoppia och familjen Oppiidae. Inga underarter finns listade i Catalogue of Life.